# Batman (personaggio film 1989)
Bruce Wayne, meglio conosciuto col suo alias supereroistico Batman, è un personaggio che è presente come protagonista nella prima serie di film Batman di Warner Bros. (1989–1997) e in seguito come personaggio di supporto nel film del DC Extended Universe (DCEU) The Flash (2023). Basato sull'omonimo personaggio di DC Comics, è stato interpretato da Michael Keaton in Batman (1989) e Batman - Il ritorno (1992) di Tim Burton, prima di essere sostituito da Val Kilmer e George Clooney rispettivamente in Batman Forever (1995) e Batman & Robin (1997) di Joel Schumacher.
L'interpretazione del personaggio da parte di Keaton è stata acclamata dalla critica e ha influenzato le interpretazioni successive. Sia Keaton che Clooney hanno ripreso i loro ruoli in The Flash, che li incorpora retroattivamente in due linee temporali alternative della continuity del DCEU.

## Biografia del personaggio

### Batman(1989)
Da bambino, Bruce Wayne dopo la visione con i suoi genitori, Thomas e Martha, del film Il segno di Zorro (1920), assiste all'omicidio di questi per mano di un rapinatore. Dopodiché, viene cresciuto da Alfred Pennyworth, il maggiordomo di famiglia. Al funerale dei suoi genitori, scappa e scopre una grotta piena di pipistrelli nel terreno di famiglia, dove viene inspirato a prendere l'immagine dell'animale e usarla per mettere paura nei cuori delle persone che fanno del male. Dopo decenni di addestramento, l'adulto Wayne acquista dalla sua azienda attrezzature e costruisce una tuta da combattimento avanzata, veicoli corazzati e la Batcaverna, un covo segreto e sofisticato sotto Villa Wayne; con questi mezzi inizia a combattere il crimine a Gotham City come un vigilante vestito da pipistrello.
Anni dopo, ci sono stati numerosi avvistamenti del "Bat vigilante" e la morte del criminale Johnny Gobbs, caduto accidentalmente da un tetto, ha generato alcune voci sul fatto che il vigilante abbia ucciso Gobbs in un modo simile a un vampiro; la reputazione del vigilante come minacciosa creatura notturna che dà la caccia ai malfattori incute timore tra i criminali della città ed attira l'attenzione del giornalista Alexander Knox. Pubblicamente, Bruce viene contemporaneamente coinvolto nelle infrastrutture politiche ed economiche della città; tuttavia, si assenta ripetutamente dalle conferenze stampa in favore della lotta al crimine.
Una sera Bruce organizza una raccolta fondi a Villa Wayne per aiutarlo a finanziare la parata del 200º anniversario di Gotham City, dove incontra la fotografa Vicki Vale, collega di Knox; durante i festeggiamenti, il miliardario scopre dalle telecamere di sorveglianza nascoste nella sua villa che il commissario James Gordon ha lasciato la festa per recarsi alla Axis Chemicals a causa di un'irruzione da parte di Jack Napier, braccio destro del signore del crimine Carl Grissom. Bruce interviene sulla scena del crimine in vesti da vigilante (ora noto come Batman) e durante il combattimento, Napier cade in una vasca di sostanze chimiche, trasformandolo nella folle e sfigurata mente criminale Joker.
Nel 20º anniversario dell'omicidio dei suoi genitori, Bruce si reca al vicolo dove furono uccisi per commemorarli ed assiste all'uccisione da parte del Joker di uno dei soci di Grissom. Facendo delle ricerche, scopre che il Joker ha avvelenato vari prodotti di consumo con la sua tossina Smilex; in seguito, nei panni di Batman, salva Vicky al Museo di Flugelheim dalle folli attenzioni di Joker, che aveva organizzato l'incontro per ottenere informazioni sull'uomo pipistrello.
Dopo una battaglia con gli scagnozzi del Joker, Batman e Vicky tornano alla Batcaverna, dove rivela la sua indagine sulle sostanze chimiche letali di Joker alla giornalista e le consegna la sua ricerca da pubblicare. In seguito Bruce quasi rivela a Vicky di essere Batman, ma vengono interrotti dal Joker, che spara al miliardario, il quale riesce comunque a sopravvivere usando un vassoio come giubbotto antiproiettile.
Bruce successivamente riconosce in Joker il rapinatore che ha ucciso i suoi genitori; quella notte, durante la parata del 200º anniversario, dove il Joker progetta di uccidere migliaia di persone con la sua tossina, Batman sventa il piano del Joker distruggendo la Axis Chemicals con la Batmobile e i palloni da parata pieni di tossine con il Batwing. 
Il folle criminale tuttavia riesce ad abbattere il Batwing ed attira lui e Vicky in cima alla cattedrale di Gotham. Batman affronta il Joker per aver ucciso i suoi genitori, e inizia un brutale combattimento corpo a corpo con il cattivo. Alla fine, mentre Joker cerca di fuggire su un elicottero, Batman usa il suo rampino per legare uno dei gargoyle della cattedrale alla gamba del folle; quando il gargoyle si libera dalle sue fondamenta, il Joker viene trascinato giù e muore. In seguito, Batman dà al Dipartimento di polizia di Gotham City (GCPD) il suo segnale personalizzato in modo da contattarlo per chiedergli aiuto.

### Batman - Il ritorno(1992)
Durante i festeggiamenti di Natale a Gotham City, Batman scopre che la Gang del Triangolo Rosso ha interrotto la cerimonia annuale di accensione dell'albero. Nonostante siano stati sconfitti, sono riusciti a prendere in ostaggio l'industriale miliardario Max Shreck. Il giorno successivo, un membro della banda rapisce il figlio neonato del sindaco, ma il bambino viene salvato dal Pinguino, un uomo misterioso e deforme che vive nelle fogne da quando i suoi genitori lo hanno gettato nel bacino idrico di Gotham anni prima. Sebbene Pinguino venga immediatamente accettato dal pubblico e gli venga permesso di entrare nella Sala dei Registri per trovare i suoi genitori naturali, Batman rimane sospettoso che il Pinguino potrebbe essere stato l'artefice dell'attacco della Gang del Triangolo Rosso; in seguito deduce che il Pinguino è il leader della banda e inizia a sospettare che stia progettando qualcos'altro. Pinguino diventa popolare tra i cittadini di Gotham e si rinomina Oswald Cobblepot dopo aver trovato la tomba dei suoi genitori. Nel frattempo, Bruce incontra Shreck, che era stato ricattato per aiutare Oswald a tornare in superficie, per contrastare i suoi piani di costruire una nuova centrale elettrica; in seguito incontra la segretaria di Shreck Selina Kyle, ignaro che quest'ultima è la vigilante mascherata Catwoman, che sta progettando di uccidere il suo capo come vendetta per aver tentato di ucciderla quando ha scoperto che la sua centrale elettrica avrebbe effettivamente prosciugato Gotham della sua energia, lasciandola in balia della famiglia Shreck.
Su sollecitazione di Shreck, che si è visto respingere dal sindaco l'approvazione per costruire la sua centrale, il Pinguino annuncia ufficialmente i suoi piani per candidarsi come sindaco di Gotham City, e con l'aiuto di Catwoman, incastra Batman rapendo la Principessa del Ghiaccio, che doveva accendere l'albero di Natale posto sulla Gotham Plaza. Mentre Batman interviene, la Gang del Triangolo Rosso sabota la Batmobile per consentirne l'accesso a controllo remoto del Pinguino. Batman trova la Principessa del Ghiaccio in piedi sul bordo di un tetto, ma il Pinguino arriva e spaventa la ragazza aprendo uno dei suoi ombrelli, liberando dei pipistrelli che la fanno cadere dal tetto ed atterrare sul pulsante per illuminare l'albero, uccidendola e provocando un enorme sciame di pipistrelli che attacca gli spettatori. Batman è costretto a fuggire, venendo ritenuto il principale sospettato dell'omicidio e del disordine.
Durante la fuga sulla Batmobile l'auto, essendo stata sabotata dal Pinguino, provoca danni nella città, ma Batman riesce infine a disabilitare il segnale e scappare dalla polizia. Con l'aiuto di Alfred, Batman sabota gli altoparlanti al Gotham Plaza durante uno dei discorsi del Pinguino e riproduce una registrazione del cattivo che si vanta di aver manipolato l'intera città, provocando una reazione negativa da parte della folla. Al ballo in maschera di Shreck, Selina rivela a Bruce i suoi piani per uccidere il suo capo e i due deducono l'uno l'identità segreta dell'altro. In quel momento, il Pinguino irrompe alla festa, annunciando i suoi piani per uccidere tutti i primogeniti di Gotham e prende in ostaggio Shreck. Batman interviene impedendo alla Gang del Triangolo Rosso di rapire i bambini di Gotham, scoprendo del nascondiglio segreto sotto la mostra Arctic World nello zoo abbandonato di Gotham.
Visto il fallimento del suo piano originale, il Pinguino intende massacrare Gotham inviando i suoi pinguini a lanciare missili contro la città. Con l'aiuto di Alfred, Batman riprogramma i pinguini per sparare sul nascondiglio del Pinguino. Batman e Pinguino combattono finché questi non cade nelle acque tossiche delle fogne, provocandone la sua morte. Batman tenta di impedire a Selina di uccidere Shreck e le rivela la sua identità segreta; Selina tuttavia respinge Bruce ed uccide Shreck baciandolo con un taser in bocca, per poi scomparire misteriosamente. Alla fine Bruce trova il gatto nero di Selina, Miss Kitty, in un vicolo, il che implica che sia ancora viva; mentre lei lo osserva in lontananza da un tetto, il Bat-Segnale brilla nel cielo.

### Batman Forever(1995)
Batman viene chiamato per fermare il criminale Due Facce dal rapinare la banca di Gotham con l'aiuto di Gordon e della psicologa Chase Meridian, che rimane immediatamente attratta da lui. Due Facce era una volta il procuratore distrettuale di Gotham, Harvey Dent, prima che un criminale gli sfregiasse metà del viso con dell'acido, incidente di cui incolpa Batman. Batman riesce ad impedire a Due Facce di rapinare la banca, ma questi sfugge alla cattura.
Il giorno dopo, Bruce Wayne visita la Wayne Enterprises e fa la conoscenza di Edward Nygma, un impiegato ossessionato da lui. Nygma ha sviluppato Il Box, una macchina in grado di trasmettere segnali televisivi direttamente nel cervello umano e chiede a Wayne di finanziare la sua invenzione, ma il miliardario lo rifiuta, credendo che la manipolazione delle onde cerebrali da parte del Box "sollevi troppe domande". In cerca di vendetta, Nygma sperimenta su di sé la sua creazione e dopo aver ucciso il suo supervisore Fred Stickley, si rinomina "l'Enigmista" e stringe un'alleanza con Due Facce per distruggere sia Batman che Bruce Wayne.
Durante uno spettacolo circense di beneficenza, Wayne assiste all'attacco di Due Facce e all'omicidio di una famiglia di acrobati soprannominati i Flying Graysons, lasciando orfano il loro figlio più giovane, Dick Grayson. Ricordando l'omicidio dei suoi genitori e la similitudine della sua vita con quella di Dick, Wayne lo prende in custodia. Dick scopre presto l'identità segreta di Bruce e gli chiede di assumerlo come suo partner nella lotta al crimine in modo da poter uccidere Due Facce e vendicare la sua famiglia; Bruce, sentendosi ancora responsabile per la morte dei suoi genitori, rifiuta, non volendo essere responsabile di un'altra vittima e coinvolgere Dick nella sua doppia vita.
Nel frattempo, Bruce inizia una relazione romantica con Chase, che cerca di aiutarlo a superare il trauma della morte dei suoi genitori. Bruce decide di abbandonare la sua guerra al crimine e condurre una vita normale con lei; prima che possa dirle il suo segreto tuttavia, l'Enigmista e Due Facce, che hanno scoperto la sua identità segreta, attaccano Villa Wayne, prendono Chase in ostaggio e distruggono la Batcaverna. Batman in seguito rintraccia il duo fino al loro nascondiglio con l'aiuto di Dick, che ha finalmente accettato come suo partner nella lotta al crimine, Robin.
Due Facce e l'Enigmista prendono in ostaggio Chase e Robin, mettendoli in una trappola per costringere Batman a scegliere tra salvare una vita o l'altra. Invece, Batman distrugge l'antenna del Box, facendo impazzire l'Enigmista e salva Chase e Robin. Due Facce li mette all'angolo sotto la minaccia di una pistola e, mentre lancia la sua moneta per decidere il loro destino, Batman gli lancia una manciata di monete, facendolo cadere mortalmente e vendicando la famiglia di Dick.

### Batman & Robin(1997)
Un nuovo criminale, Mr. Freeze, emerge e commette una serie di furti di diamanti, attirando l'attenzione di Batman e Robin. Dopo che Freeze congela Robin per riuscire a fuggire, Bruce rimprovera Dick, che da tempo ha iniziato ad essere sempre più impulsivo e disobbediente. Bruce deduce che Freeze è il dottor Victor Fries, la cui moglie, Nora, sofferente della sindrome di MacGregor, è stata messa in sonno criogenico dal marito fino a quando quest'ultimo non sarebbe riuscito a trovare una cura. Durante la sua ricerca, Fries è accidentalmente caduto all'indietro in un serbatoio di azoto liquido modificato, rendendolo incapace di sopravvivere al di fuori di un ambiente sotto lo zero. Siccome la tuta che mantiene freddo il corpo di Freeze viene alimentata a diamanti, al fine di attirarlo in una trappola Bruce organizza un ballo di beneficenza mettendo all'asta i diamanti della famiglia Wayne, con lui e Dick che partecipano come Batman e Robin, riuscendo così a catturare lo scienziato. Bruce e Dick fanno conoscenza con la dottoressa Pamela Isley, che è segretamente l'ecoterrorista metaumana Poison Ivy, che si allea con Freeze, facendolo evadere dall'Arkham Asylum; mentre sono impegnati a recuperare l'attrezzatura congelante di Freeze, Ivy stacca il supporto vitale alla capsula di Nora e convince Freeze che Batman è il responsabile.
La nipote di Alfred, Barbara Wilson, viene a stabilirsi a Villa Wayne, più o meno nello stesso momento in cui Bruce scopre che Alfred sta morendo della sindrome di McGregor. Presto la giovane scopre la Batcaverna e assume l'identità di Batgirl. Batman e Robin con riluttanza le permettono di aiutarli a sconfiggere Freeze e Ivy, che stanno cercando di trasformare Gotham City in una gigantesca calotta polare con un gigantesco raggio congelante inventato da Freeze. Batgirl sconfigge Ivy e i tre si dirigono all'osservatorio per fermare Freeze. Robin e Batgirl sconfiggono il tirapiedi di Ivy Bane mentre Batman affronta e sottomette Freeze, reindirizzando i satelliti del telescopio per riflettere la luce solare per scongelare Gotham, ma Freeze fa esplodere diverse bombe che aveva posizionato attorno al telescopio, distruggendolo. Tuttavia, Robin e Batgirl riescono comunque a scongelare la città. Batman rivela allo sconfitto Freeze che Nora è ancora viva, essendo stata salvata in tempo.
Batman fa appello all'umanità di Freeze e gli chiede la cura per gli stadi iniziali della sindrome di MacGregor per salvare Alfred. Freeze gli fornisce la cura e torna ad Arkham per tormentare Ivy, rinchiusa nella sua stessa cella, mentre Alfred si riprende completamente e si riunisce con Bruce, Dick e Barbara.

### The Flash(2023)
Nel 2023, Barry Allen torna indietro nel tempo per evitare l'omicidio di sua madre, finendo accidentalmente in un 2013 alternativo, portando a cambiare eventi precedenti alla data dell'omicidio di sua madre; in questa nuova realtà un Bruce Wayne ormai vecchio si è ritirato alla lotta al crimine, vivendo da solo a Villa Wayne, dopo aver reso Gotham una città sicura. Incontrato Barry, che ha fatto irruzione nella villa, così come un Barry più giovane della sua linea temporale, che ha appena acquisito i poteri del suo alter ego più anziano, Bruce teorizza che Flash abbia aggrovigliato più universi in uno solo; il vecchio Barry spiega quindi che il generale Zod e il suo esercito si stanno preparando ad invadere la Terra e che devono trovare Superman per aiutarli a sconfiggere Zod. Bruce tuttavia si rifiuta di aiutarli e li abbandona.
I due Barry irrompono quindi nella Batcaverna e usano il computer per cercare di localizzare Superman. Dopo aver visto il vecchio Barry lavorare per trovarlo, Bruce cambia idea e esce dalla pensione per aiutare i Barry a trovare Superman, che credono sia detenuto in un sito militare in Siberia. Il gruppo si reca in Siberia per salvare Superman, ma trova invece sua cugina Kara Zor-El; riescono infine a tornare alla villa con Kara, che parte per trovare Zod.
Bruce in seguito aiuta il vecchio Barry a ricreare l'incidente che gli ha dato i suoi poteri. Barry viene colpito da un fulmine senza alcun effetto, ma prima che Bruce possa farlo colpire nuovamente, i circuiti della macchina si fondono; Kara allora ritorna e fa volare Barry in cielo per essere colpito nuovamente, facendogli riacquisire con successo i suoi poteri. Wayne, i Barry e Kara si uniscono per combattere le forze di Zod in un deserto. Kara viene uccisa da Zod e Bruce muore dopo essere stato incapace di espellersi dal Batwing che si schianta contro una nave kryptoniana. I Barry tentano di tornare indietro nel tempo per assicurarsi che sia Bruce che Kara sopravvivano, ma falliscono ripetutamente. Dopo aver affrontato un oscuro sé alternativo, Barry torna indietro ancora una volta e permette che avvenga la morte di sua madre, salvando gli universi e prevenendo l'invasione riuscita di Zod, evitando così la morte di Bruce e presumibilmente tornando nel suo universo restaurato.
Dopo essere tornato alla sua linea temporale originale, suo padre Henry viene ritenuto innocente dell'omicidio di sua moglie e Bruce chiama Barry per congratularsi con lui. Quando arriva al tribunale tuttavia, Barry nota che Bruce ha un aspetto completamente diverso, a causa delle modifiche effettuate alla sequenza temporale sulla via del ritorno per creare le prove per dimostrare l'innocenza di suo padre.

## Concezione e sviluppo

### Casting
Diversi attori furono considerati per il ruolo di Batman durante la produzione. Nella sceneggiatura originale di Tom Mankiewicz, a cui il regista Ivan Reitman aveva lavorato, veniva preso in considerazione l'attore Bill Murray insieme a Eddie Murphy nei panni di Dick Grayson / Robin. Joe Dante venne coinvolto durante la produzione. La sceneggiatura era stata concepita come una commedia, ma è stata completamente modificata dopo il coinvolgimento di Tim Burton. Per il ruolo di Batman vennero presi in considerazione Mel Gibson, Kevin Costner, Charlie Sheen, Tom Selleck, Harrison Ford, Pierce Brosnan, Ray Liotta, Willem Dafoe, Alec Baldwin, Kurt Russell, Patrick Swayze, Kyle MacLachlan, Steven Seagal, Dennis Quaid e Jean-Claude Van Damme. Alla fine, il produttore Jon Peters suggerì Michael Keaton, sostenendo che aveva la giusta "qualità tagliente e tormentata" per il ruolo, e basò la sua argomentazione sulla drammatica performance di Keaton nel film Fuori dal tunnel (1988). All'epoca, Keaton era noto principalmente per le parti comiche in Mister mamma (1983) e Beetlejuice - Spiritello porcello (1988), quest'ultimo diretto da Burton. Il casting di Keaton per il ruolo del personaggio ha causato critiche da parte dei fan del personaggio, che hanno affermato che Keaton fosse troppo comico e inadatto per il ruolo. Oltre 50 milioni lettere di protesta sono state inviate agli uffici della Warner Bros. e il casting è stato messo in discussione dallo sceneggiatore Sam Hamm, il produttore Michael E. Uslan e persino dal co-creatore di Batman Bob Kane.

#### Recasting
Dopo che Keaton ha deciso di non riprendere il ruolo per un terzo film, Tim Burton è stato ancora coinvolto come produttore e ha spinto Johnny Depp a sostituire Keaton, prima che Val Kilmer ottenesse il ruolo. Kilmer ha tuttavia deciso di non tornare per futuri film, ed è stato sostituito da George Clooney per il quarto film, il regista Joel Schumacher sentiva che Clooney avrebbe potuto fornire un'interpretazione "più leggera" del personaggio rispetto a Keaton e Kilmer.

### Costume
Il costume di Batman indossato da Keaton è stato disegnato dal costumista Bob Ringwood. Ringwood ha rifiutato l'opportunità di lavorare al film di James Bond 007 - Vendetta privata (1989) per lavorare a Batman. Ringwood ha in seguito affermato che disegnare il costume si era rivelato difficile, sostenendo che "l'immagine di Batman nei fumetti è quella di un enorme, grosso busto di un metro e ottanta con un mento increspato. Michael Keaton è un ragazzo con una corporatura media. Il problema era quello di trasformare qualcuno di taglia media e dall'aspetto ordinario in questa creatura più grande". Il produttore Jon Peters aveva richiesto che la tuta presentasse una pubblicità indiretta Nike, ma è stata bocciata da Burton e Ringwood, ritenendo che non sarebbe stato intimidatorio. Sono stati realizzati 28 disegni in lattice dell'abito, oltre a 25 diversi mantelli e 6 teste diverse. È stato deciso che l'uso dello spandex come nei fumetti e negli adattamenti precedenti non sarebbe risultato abbastanza intimidatorio, quindi al personaggio sono stati dati pezzi di armatura neri.
Il costume è stato aggiornato per Batman - Il ritorno (1992), utilizzando una schiuma di lattice più flessibile, oltre a un emblema sul petto più tradizionale. La tuta aggiornata presentava anche una cerniera per consentire la minzione tra una ripresa e l'altra e un busto dell'armatura placcato aggiornato che non assomigliava a muscoli scolpiti. Keaton aveva ancora difficoltà a sentire, ma trovava il movimento del collo molto meno restrittivo rispetto al primo costume. A causa del cappuccio molto più sottile del secondo costume con una maggiore flessibilità, era consentita una maggiore gamma di giri della testa, ma poteva comunque lasciare spazi vuoti che si piegavano lontano dalla guancia. Il famigerato movimento "Bat-Turn" è diventata una parte iconica del linguaggio del corpo del personaggio nonostante non avesse veramente bisogno di dipendere da esso, contrariamente alle speculazioni degli esperti contemporanei. Il reparto guardaroba ha trascorso sette settimane a scolpire i costumi di Batman Forever (1995) sul suo corpo ingessato, prima di ipotizzare che sarebbe tornato. L'aggiunta di capezzoli e di un copripene ingrandito al costume di Batman e Robin in Batman & Robin (1997) è stato oggetto di molte critiche negative.

## Accoglienza
L'interpretazione di Michael Keaton nei panni di Batman è considerata da molti critici come "estremamente influente" in tutti gli adattamenti del personaggio ed ha ispirato l'interpretazione di Kevin Conroy nella serie animata Batman (1992-1995). Si tratta della prima versione del personaggio ad utilizzare un rampino per spostarsi tra i palazzi, oltre che un mantello capace di indurirsi e trasformarsi in un deltaplano, una serie di concetti che si sono rivelati molto influenti nelle interpretazioni contemporanee del personaggio. Il personaggio cupo e monosillabico di Keaton in costume è stato omaggiato in molteplici adattamenti, comprese apparizioni nei videogiochi e omaggi.
Questo adattamento del personaggio è stato anche visto come il primo a cambiare la propria voce mentre era in costume da Batman, qualcosa che anche i futuri interpreti Kevin Conroy, Ben Affleck e Christian Bale avrebbero aggiunto alle loro interpretazioni. L'interpretazione del personaggio di Michael Keaton è stata inserita al 46º posto nella rivista AFI's 100 Years... 100 Heroes and Villains per quanto riguarda gli eroi, mentre l'interpretazione di Jack Nicholson nei panni del Joker si è classificata al 45º posto per quanto riguarda i cattivi.

### Riconoscimenti
| Anno | Film      | Premio       | Categoria                                        | Risultato | Fonti  |
| ---- | --------- | ------------ | ------------------------------------------------ | --------- | ------ |
| 2024 | The Flash | Saturn Award | Miglior attore non protagonista a Michael Keaton | Candidato | [ 30 ] |

## Altri media

### Apparizioni cancellate
Keaton avrebbe dovuto riprendere il ruolo di Batman per un cameo nel film Superman Lives prima della sua completa cancellazione. Nel contesto del DCEU ci aspettava che Keaton sostituisse il Batman di Ben Affleck; nel finale originale di The Flash (2023) il suo personaggio sarebbe stato incorporato nella linea temporale principale della continuity del DCEU e sarebbe dovuto apparire in Batgirl e in un cameo in Aquaman e il regno perduto (2023), prima delle rispettive cancellazioni del film e della scena, e del successivo reboot del franchise con il DC Universe (DCU) di James Gunn e Peter Safran.

### Televisione
Il Batman di Keaton viene citato nell'evento crossover dell'Arrowverse Crisi sulle Terre Infinite. Nella serie viene detto che l'universo di Batman (1989) e Batman - Il ritorno (1992) è stato rinominato come "Terra-89", Robert Wuhl, che aveva interpretato Alexander Knox nel primo film, ha ripreso questo ruolo per realizzare un cameo nella serie. Nel crossover viene menzionato che Batman ha catturato un nuovo Joker e sposato Selina Kyle.

### Videogiochi
- La tuta del primo film di Batman di Tim Burton è stata aggiunta come skin alternativa a Batman: Arkham Knight durante un aggiornamento gratuito nell'agosto 2015.
- Il costume del primo film di Batman di Tim Burton è stato aggiunto come costume per Batman in Multiversus come parte di una celebrazione per l'85º anniversario del personaggio.

### Fumetti

#### Adattamenti dei film
Un adattamento a fumetti del Batman di Tim Burton intitolato Batman: The Official Comic Adaptation of the Warner Bros. Motion Picture è stato rilasciato nel giugno 1989. Dennis O'Neil, editor di lunga data di Batman alla DC, ha adattato la sceneggiatura, con i disegni forniti da Jerry Ordway.
Un adattamento a fumetti di Batman - Il ritorno intitolato Batman Returns: The Official Comic Adaptation of the Warner Bros. Motion Picture è stato rilasciato nel giugno 1992. La storia è stata ancora una volta adattata da Dennis O'Neil, con matite fornite da Steve Erwin e abbellimenti inchiostrati da José Luis García-López. Molte delle illustrazioni che García-López ha realizzato per la guida di stile del film sono state riproposte per l'adattamento a fumetti.

#### Continuazione a fumetti
Una continuazione a fumetti che doveva raccontare gli eventi del mai prodotto terzo film di Batman diretto da Tim Burton, intitolata Batman '89, era stata presentata alla DC Comics scritta da Joe Quinones e Kath Leth nel marzo 2016. La serie era ispirata dal recente fumetto DC Batman '66, una continuazione della serie televisiva del 1966 con Adam West e Burt Ward. La storia avrebbe dovuto essere un sequel diretto dei film di Batman di Burton, con Michael Keaton nei panni di Batman, Billy Dee Williams (che interpretava un Harvey Dent prima di essere sfigurato in Batman) nei panni di Due Facce, Marlon Wayans nei panni di Robin, Michelle Pfeiffer nei panni di Catwoman e Robin Williams nei panni dell'Enigmista. La storia avrebbe introdotto anche le proprie iterazioni di Barbara Gordon, Poison Ivy e Harley Quinn nell'universo immaginario della storia. Tuttavia, la serie fu immediatamente rifiutata dalla DC.
Nonostante l'iniziale rifiuto, nel febbraio 2021, è stato confermato che la DC avrebbe recuperato il progetto e proceduto a sviluppare una continuazione a fumetti dei film di Batman di Burton, con Sam Hamm a scrivere la sceneggiatura e Joe Quinones come fumettista.
Una prima serie di sei numeri, soprannominata "Batman: Shadows", è stata distribuita tra agosto 2021 e luglio 2022; una seconda serie di sei numeri, soprannominata "Batman: Echoes", è stata distribuita tra novembre 2023 e luglio 2025.

### Romanzi

#### Batman: Resurrection
L'11 aprile 2024 è stato annunciato un romanzo, Batman: Resurrection, ambientato nell'universo di Batman di Tim Burton e scritto dall'autore John Jackson Miller. Il libro è ambientato tra gli eventi di Batman e Batman - Il ritorno, ed esplora le conseguenze della morte del Joker e l'ossessivo bisogno di Bruce Wayne di proteggere Gotham City, il tutto mentre questi indaga su un importante mistero. All'interno della storia sono introdotti i personaggi di Clayface, Hugo Strange e dell'Enigmista. Il romanzo è uscito il 15 ottobre 2024.

#### Batman: Revolution
Un sequel di Batman: Resurrection, intitolato Batman: Revolution, è stato annunciato da Miller dopo l'uscita del primo capitolo ed è previsto per il 21 ottobre 2025.